# Retable de San Zeno
Le Retable de San Zeno  est le  retable du maître-autel de la basilique San Zeno, l'église principale de Vérone. Il comporte des parties peintes en polyptyque du peintre  de la Renaissance du Quattrocento Andrea Mantegna, ensemble daté d'environ 1457-1460.

## Histoire
Cette œuvre peinte a été commanditée à Mantegna par l'abbé protonotaire apostolique Gregorio Correr pour le maître-autel de la basilique dont il était abbé du monastère depuis 1453.
Andrea Mantegna, qui n'avait alors que 26 ans,  peignit entièrement le retable dans son atelier de Padoue, puis il fut transporté à Vérone sur les  emplacements du cadre en bois (probablement construit sur les instructions de Mantegna) qui est d'origine.
Le retable entier  a été dérobé par les troupes napoléoniennes en 1797, rendu en 1815 à l'exception des trois panneaux de la prédelle, remplacés par des copies. Les originaux sont conservés au musée du Louvre (La Crucifixion) et au Musée des beaux-arts de Tours (La Prière au Jardin des Oliviers et La Résurrection).

## Thème
Comme tout retable polyptyque, le panneau central, entouré de panneaux latéraux, surmonte une prédelle à plusieurs panneaux, et  illustre les thèmes de l'iconographie de la peinture chrétienne.
Le panneau central expose une Vierge trônant accompagnée de personnages saints, en l'occurrence des saints apôtres et de saint Zénon, saint-patron de Vérone, une iconographie byzantine de la Madone victorieuse, entourée d'anges. Huit saints sont placés de part et d'autre, suivant les vœux du commanditaire : à gauche, Pierre, Paul, Jean évangéliste et Zénon ;  à droite, Benoît, Laurent, Grégoire et Jean le Baptiste.

## Composition

### Panneaux du centre du retable

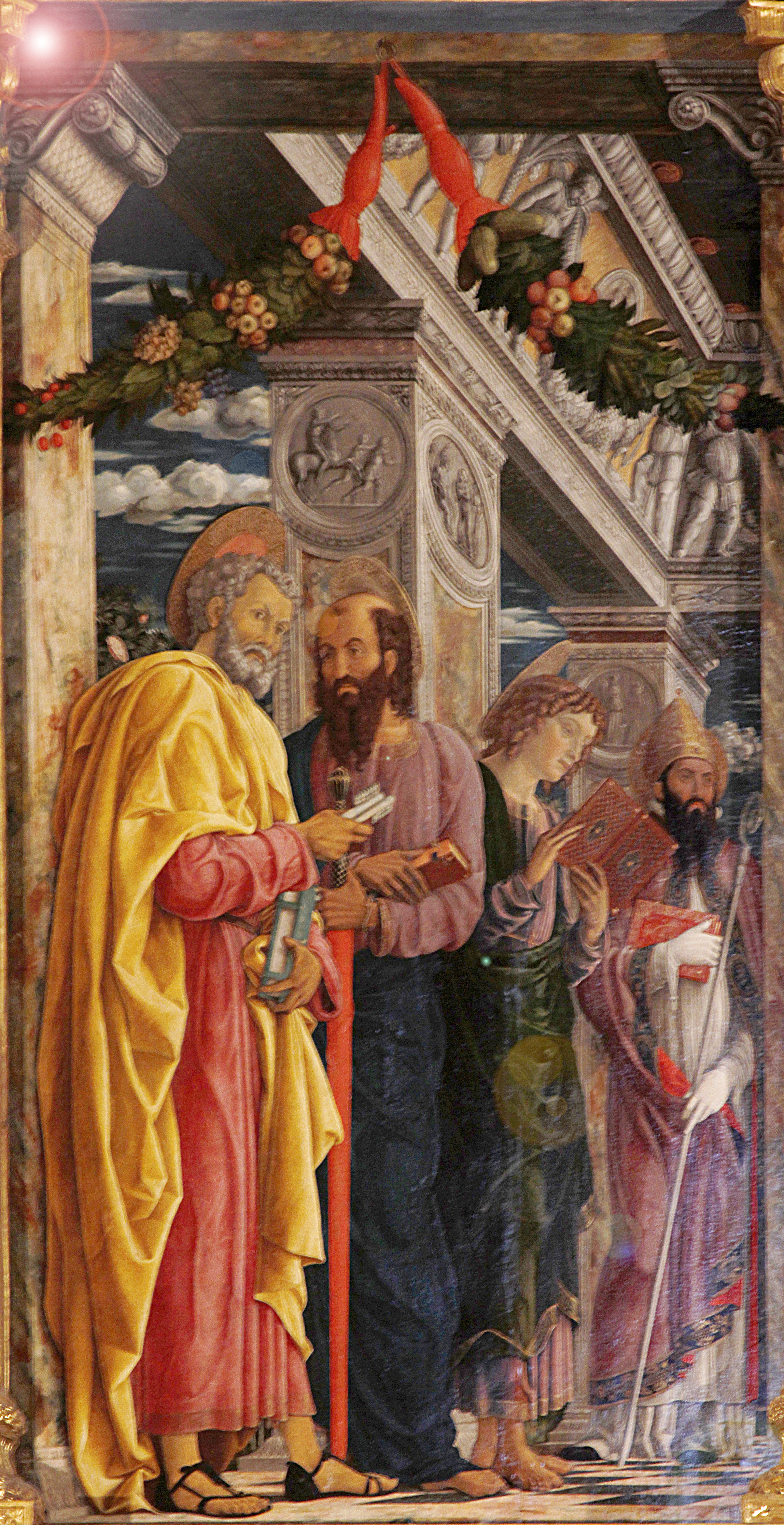
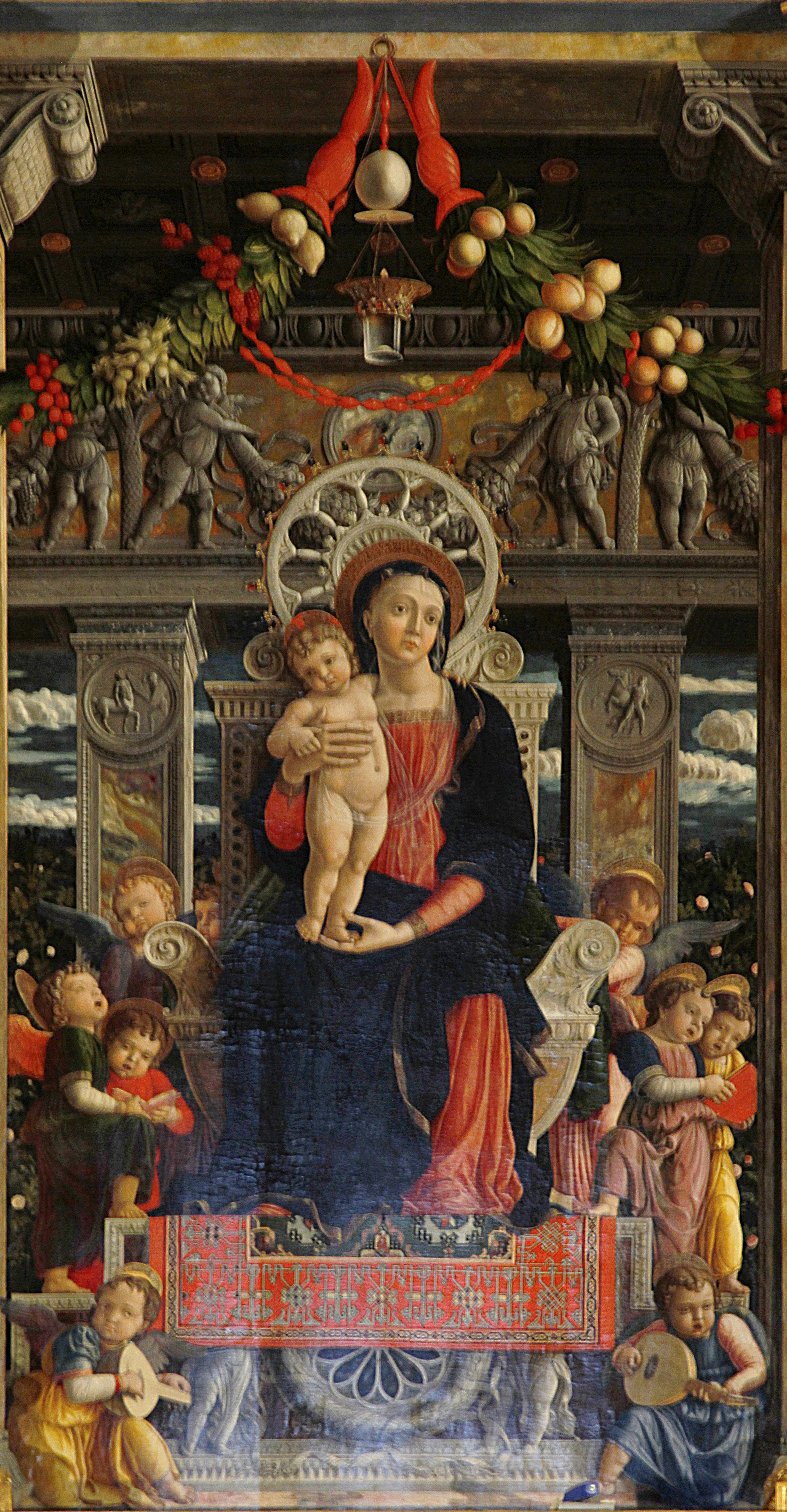
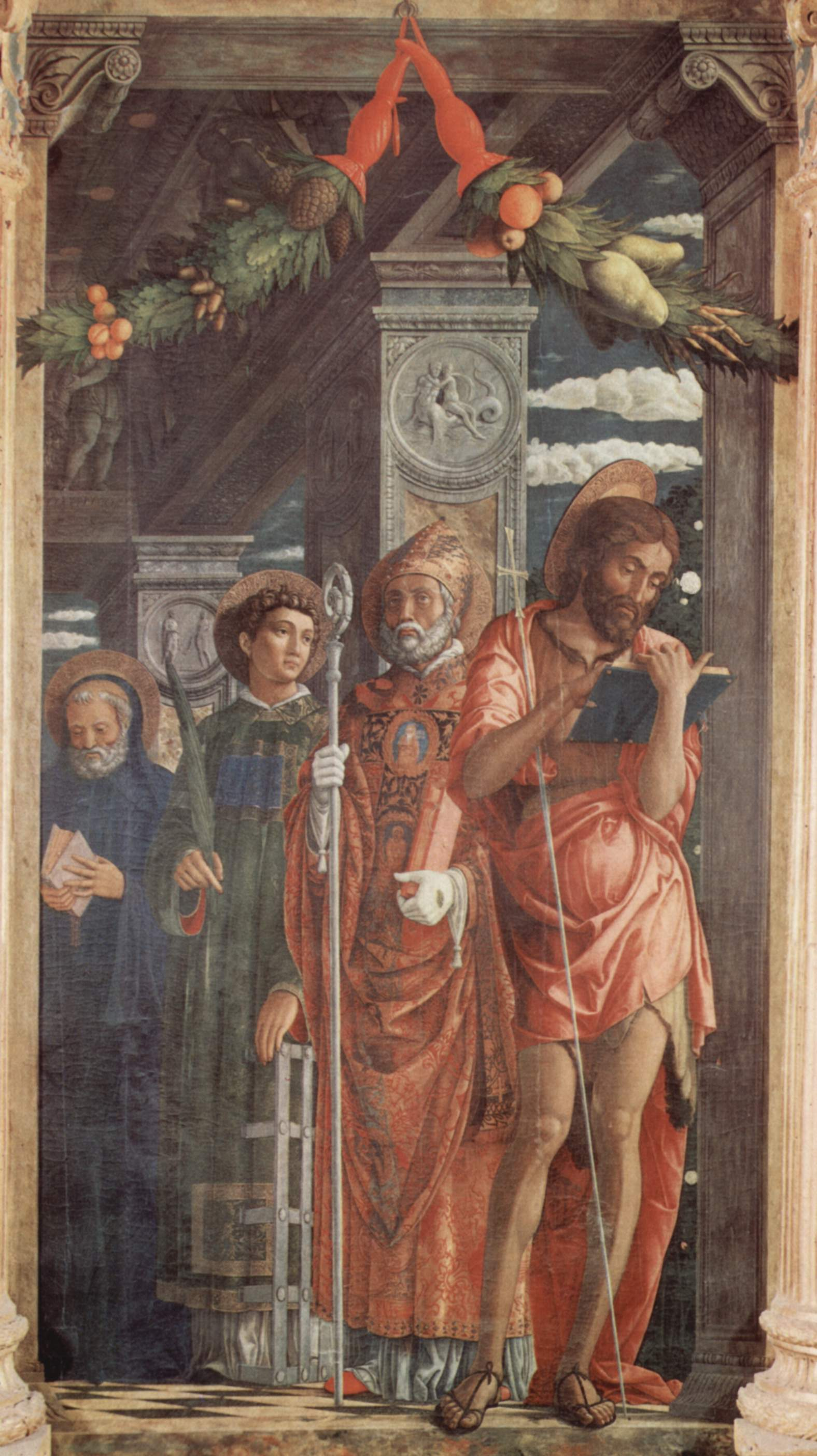

Une Vierge à l'Enfant, trône dans la partie centrale entourés d'anges musiciens, et les saints sont répartis dans les panneaux latéraux, mais dans la continuité d'un même espace perspectif. Les panneaux latéraux se raccordent exactement et ne sont séparés que par les détails architectoniques dans la tradition des polyptyques, soit des colonnes cannelées à chapiteaux sculptés, la continuité architecturale étant prolongée dans le décor peint des tableaux par Mantegna dont le talent pictural mêle  toujours peinture et architecture antique. Ici la scène carrée, placée dans un jardin, est entourée  d'une architrave en marbre agrémentée d'une frise de putti,  supportée par des colonnes carrées, avec, au milieu, un plafond à caissons.
Des guirlandes de fruits allégoriques ornent le haut de chacune des trois parties du  panneau central.

### Panneaux de la prédelle
Au cours de la campagne d’Italie de 1797, qui a suivi la suppression des églises et des monastères et la spoliation d’œuvres d’art napoléoniennes, le retable a été réquisitionné par la volonté de Napoléon à titre de réparation forcée de charges de guerre. 
L’œuvre fut ainsi envoyée à Paris dans le musée du même nom, devenu plus tard le Louvre. 
À sa chute, les accords diplomatiques pris lors de la Restauration de 1815 imposèrent la restitution des peintures, sculptures, bijoux et livres volés, dont les trois panneaux principaux et le cadre du retable de San Zeno; Mais toutes les parties ne revinrent pas à Vérone, en effet la demande italienne de restitution des trois proies restées en France où elles se trouvent encore fut refusée par l’état français. 
Aujourd’hui, on peut observer sur place une copie moderne de la prédelle, œuvre de Paolino Caliari, descendant de Paolo Veronese

Pour quelle raison l’état français a refusé à l’Italie la restitution des trois panneaux de la prédelle du retable de San Zeno après la chute de l’Empereur ? Pour quelle raison cette composition trinitaire a-t-elle été divisée entre les Musée des Beaux-Arts de Tours et le musée du Louvre à Paris ? Question qui reste sans réponse aujourd'hui.

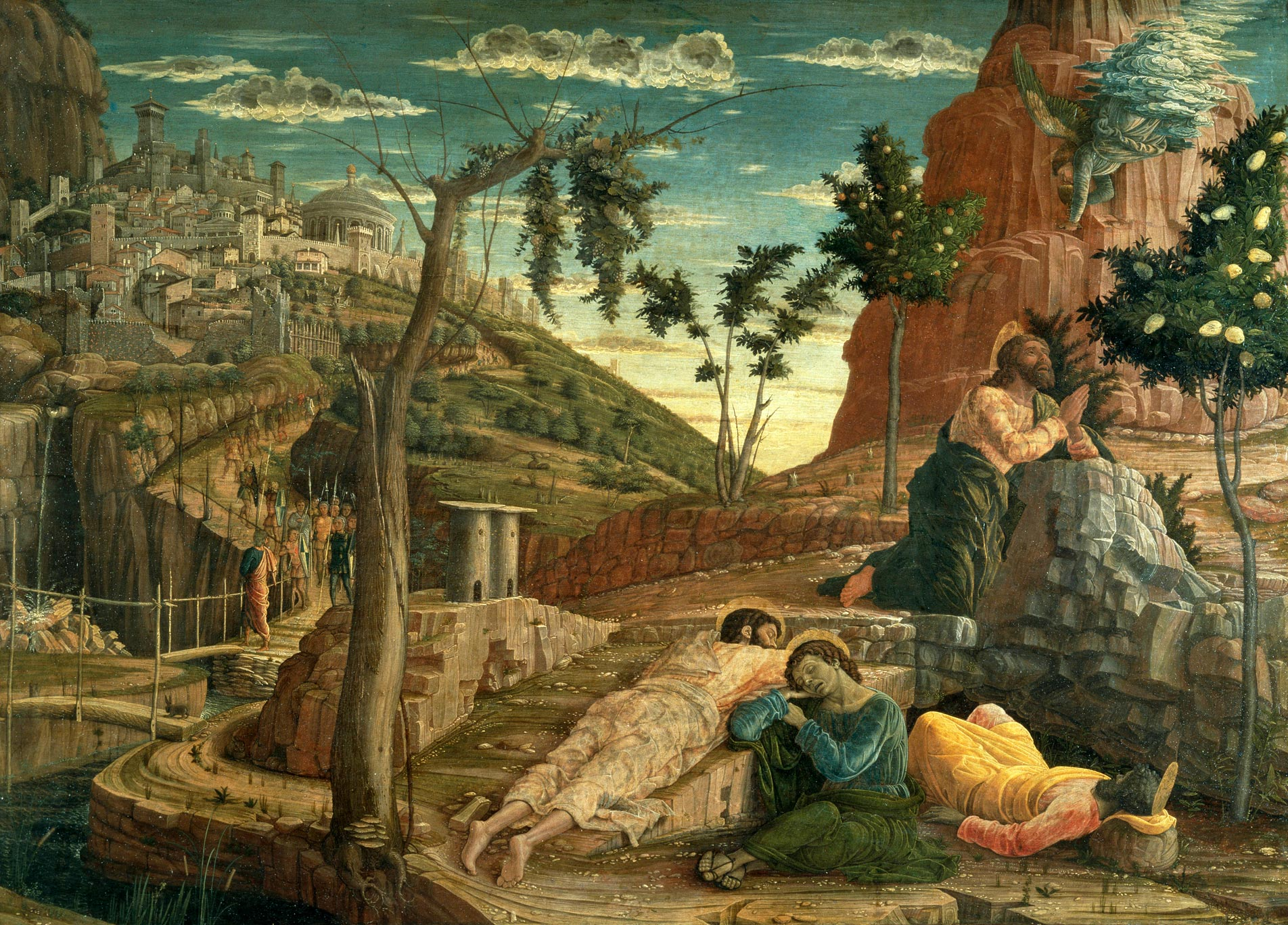
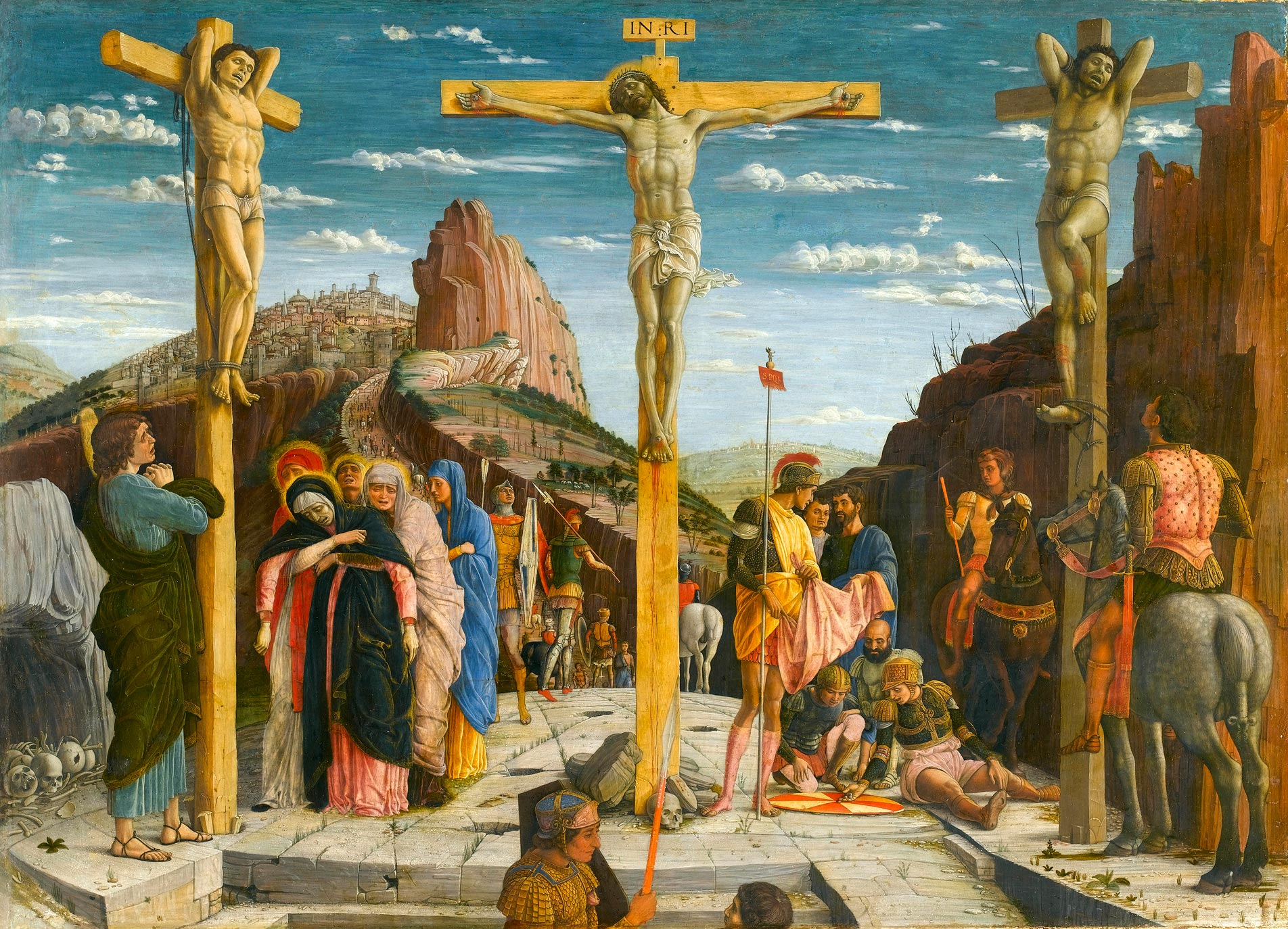
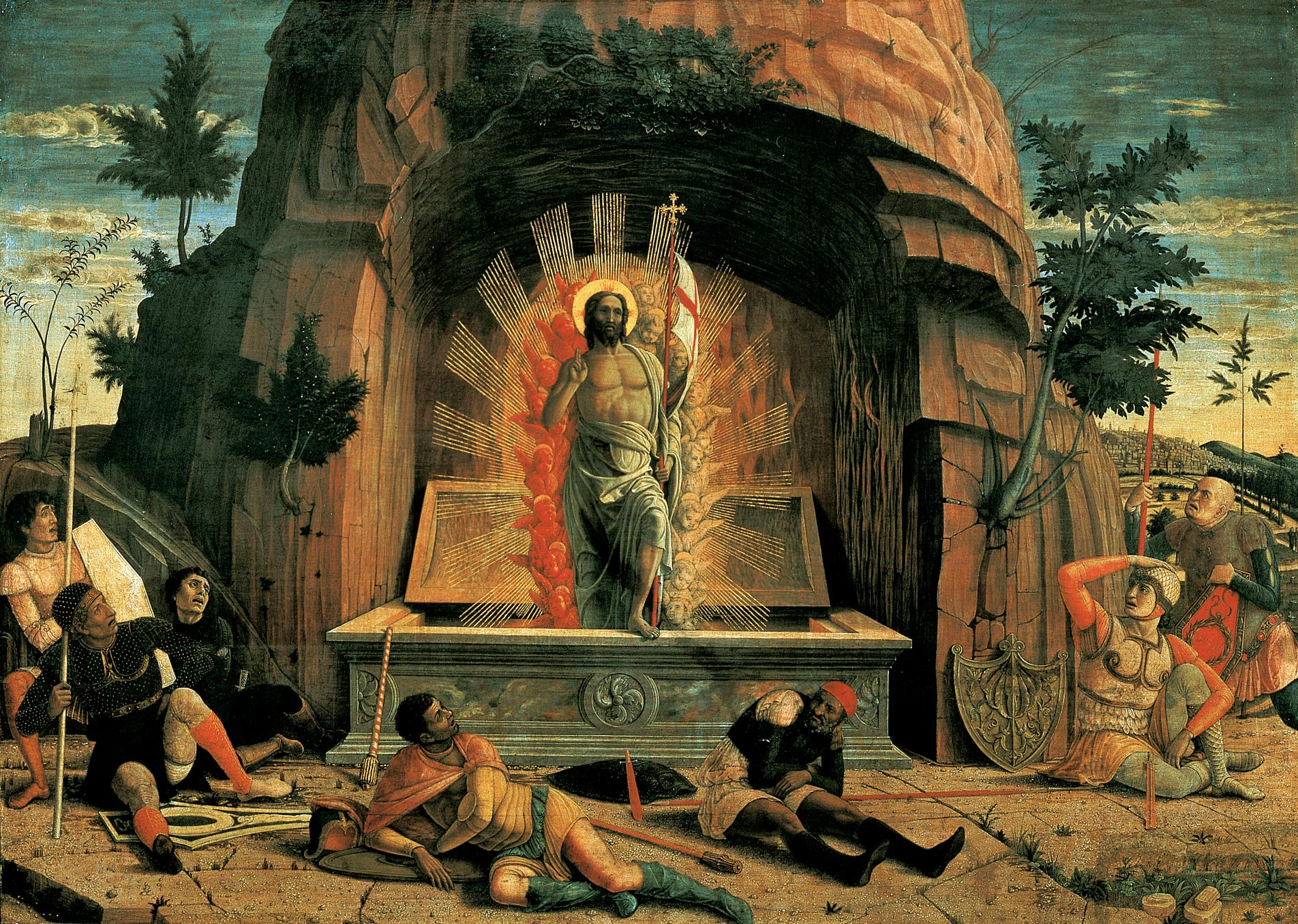

Issu d'évangiles et d'écrits apocryphe. Les personnages sont traités en raccourci. Les figures sont très sculpturales. Perspective atmosphérique à l'arrière plan.

#### Panneaux latéral gauche de la prédelle:La Prière au Jardin des Oliviers
Dans la prière du Christ au jardin des oliviers, le paysage est pétrifié et désertique, presque artificiel dans la modélisation des roches ; Jésus prie sur un rocher semblable à un autel, sur la droite. En arrière-plan, l’on peut distinguer une représentation de la Ville trois fois sainte sur le modèle de certaines cités italiennes idéalisées ; certains des bâtiments rappellent d’ailleurs ceux de Rome et de Venise.

#### Panneau central de la prédelle:La Crucifixion
Outre la scène typique de la Crucifixion avec ses trois croix et Jésus au centre, se détachent deux groupes de personnages : Les femmes pleureuses entre le bon Larron à la  gauche du tableau et le Christ (donc à sa droite), des soldats entre le Christ et le mauvais Larron à la  droite du tableau (donc à sa gauche) jouant sa tunique aux dés. Deux personnages (un de  chaque côté en dehors de l'espace délimité par les croix) ferment l'espace représenté : à gauche  saint Jean, et à droite un soldat à cheval, chacun de ces deux personnages étant tourné vers la scène de la Crucifixion.
Le sol est fait de pierres taillées percées de trous pour y planter les stipes, embases des parties verticales des croix.
Le paysage au fond à gauche est celui d'une ville proche avec un chemin amenant la foule, à droite une ville lointaine, les deux surmontant une colline,  séparées l'une de l'autre par un sommet de roches escarpées, éclairées et roses, cher à Mantegna. Des roches qu'on retrouve plus proches à la droite du tableau, également dans le panneau de gauche du jardin des oliviers.
Dans La Résurrection, l’habillement à l’ancienne des soldats est très soigné et montre la volonté de Mantegna de recréer avec précision le cadre du monde classique, avec une approche organique qui dépasse la simple citation érudite mais décontextualisée des œuvres de son maître Francesco Squarcione.

## Analyse
La tête de la Vierge du panneau central est doublement auréolée, par sa propre auréole et aussi par le sommet circulaire du dossier du trône (et un motif de marbre de la corniche) sur lequel sont versés les contenus des deux cornes d'abondance des putti de la frise en bas-relief simulé dans un jeu savant de perspectives entremêlées, les guirlandes de fruits s'y rajoutant également. Le tout est éclairé par une lampe à huile dans l'axe central vertical du tableau, du trône, de la tête de la Vierge, passant par la Croix du Christ de la prédelle, aboutissant au crâne au pied de la croix symbolisant celui d'Adam dont la faute est rachetée par la Passion du Christ incarné par le rouge, couleur symbolique, de plusieurs éléments du tableau.
L'œuvre est capitale en particulier pour sa date : Mantegna est l'un des premiers peintres du Nord à répondre avec efficacité aux propositions florentines. Son modèle est l'autel de la basilique Saint-Antoine de Padoue par Donatello. Mantegna impose dans la peinture elle-même l'espace tridimensionnel de la sculpture, la clarté spatiale de l'édicule à piliers au goût antiquisant qui rassemble de manière cohérente les trois panneaux du triptyque est décisive pour la suite des retables dans l'Italie du Nord. Le modernisme de la conception s'étend jusqu'au cadre, dessiné sans doute par Mantegna lui-même. La préoccupation dévotionnelle est toujours présente : les saints représentés sont les grands saints de la cité, les plus vénérés, les intercesseurs les plus efficaces. Avec cette œuvre, le peintre montre une capacité de synthèse et d'adaptation exceptionnelle. Il devient peu après le peintre favori de la cour des Gonzague de Mantoue.